# 杜丽
杜丽（1982年3月5日—），中国女子射击运动员，山东淄博沂源人，2004年雅典奥运会首金获得者和2008年北京奥运会50米运动步枪三姿冠军。其丈夫是奥运冠军庞伟。2016年8月12日，宣布退役，不再进行射击训练。

## 生平
杜丽生于山东省淄博市沂源县南麻镇，原名石芳芳，父母离异母亲改嫁后跟随继父姓杜，并改名为杜丽。1994年春开始入沂源县体校学习业余射击，1996年被选入淄博市竞技体校进行集训，1998年入山东省射击队，杜丽于1998年首次参加山东省第十九届运动会并获女子40发气步枪第二名，从2002年开始在重大国内、国际赛事暂露头角。2002年入选中国国家射击队。2004年进入山东理工大学体育学院运动训练专业学习。
2004年雅典奥运会上，她在10米气步枪决赛中获得金牌，这也是该届奥运会的首枚金牌。面临夺取奥运首金以及中国主场压力的杜丽，在2008年北京奥运会女子10米气步枪比赛中，以499.6环的成绩获得第5名，卫冕失败。8月14日，她调整心态后，成功在50米运动步枪三姿的比赛中以总成绩690.3环破奥运会纪录夺得金牌。巧合的是，四年前的8月14日正是杜丽為中國隊在雅典奥运取得第一金的大日子。
2012年，杜丽代表中国出戰英國倫敦舉行的奥林匹克运动会射擊比賽女子50米步槍三姿賽事。在本次比賽中，杜丽打出581環，位列预赛第13位，无缘决赛。
2016年，杜丽代表中国出战巴西里约热内卢举行的奥林匹克运动会射击比赛女子10米气步枪赛事。决赛阶段，杜丽以207环获得亚军，卫冕冠军易思玲以185.4环拿到季军，美国小将维吉尼亚·斯拉舍以208环夺取冠军。8月11日，她在50米步枪三姿比赛中，以总成绩447.4分，获得铜牌。奥运会结束后，她宣布退役。2017年7月，杜丽和陈颖分别当选中国国家射击队女子步枪和手枪教练员。
2018年1月，当选第十三届全国政协委员。

## 主要成绩
- 2002年4月，上海世界杯射击赛，10米气步枪第三名；
- 2002年7月2日，芬兰拉赫蒂拉第48届世界射击锦标赛，团体冠军、10米气步枪亚军；
- 2002年8月，德国慕尼黑世界杯射击总决赛亚军；
- 2002年9月，釜山亚运会，3×20个人、团体冠军，10米气步枪团体冠军；
- 2003年6月，克罗地亚萨格勒布世界杯射击赛，10米气步枪冠军，并以504.9环改写世界记录；
- 2003年10月，国际射联世界杯总决赛，女子气步枪个人亚军；
- 2004年8月14日，夺得雅典奥运会开赛首枚金牌，女子十米气步枪冠军[20]。
- 2005年，澳门東亞運，10米氣步槍冠军。
- 2006年，世界杯廣州站冠军、慕尼黑亚军；克羅地亞世錦賽、世界杯總决賽冠軍；多哈亞運金牌[21][22]；
- 2006年，當選國際射擊聯會度最佳女射手。
- 2007年，世界杯悉尼站，10米氣步槍冠军。
- 2008年，世界杯北京站，3×20冠军。
- 2008年8月14日，夺得北京奥运会50米步枪3X20金牌，以总成绩690.3环打破奥运会纪录[23]。
- 2011年，世界杯韩国站，50米气步枪三姿季军。
- 2012年，亚洲射击锦标赛女子10米气步枪团体冠军，女子10米气步枪个人赛季军。
- 2012年，第12届亚洲射击锦标赛女子50米步枪卧射团体亚军，女子50米步枪三姿团体冠军，女子50米步枪三姿个人赛冠军。
- 2016年8月6日，以207环夺得里约奥运会女子10米气步枪银牌[24]。
- 2016年8月11日，以447.4环获得里约奥运会女子50米步枪三姿铜牌[25]。